# 竹中恵美子
竹中 恵美子（たけなか えみこ、1929年11月19日 - 2025年7月1日）は、日本の経済学者、大阪市立大学名誉教授。専門は労働経済学。戦後の女性労働研究のパイオニアとして知られる。

## 経歴
岐阜県大垣市出身。大阪商科大学（現・大阪市立大）卒。甲南大学助教授、1972年「現代労働市場の理論」で大阪市大経済学博士。1974大阪市立大教授。1993年定年退官、花園大学教授、龍谷大学教授。2001年 - 2007年ドーンセンター館長。2024年、瑞宝中綬章受章。
戦後日本の女子労働について研究。女性運動、自治体の政策立案にも参加。夫は姜在彦、長男は社会学者・早稲田大学教授の竹中均。
2025年7月1日、多臓器不全のため東京都内の病院で死去。95歳没。

## 著書
- 『現代労働市場の理論』日本評論社　1969年
- 『婦人の賃金と福祉 婦人解放の今日的課題』1977年　創元新書
- 『私の女性論 性的役割分業の克服のために』啓文社　1985年
- 『戦後女子労働史論』有斐閣　1989年
- 『女性論のフロンティア 平等から衡平へ』創元社　1995年
- 『竹中恵美子著作集』全7巻　明石書店　2011年 - 2012年

第1巻　現代労働市場の理論　
第2巻 戦後女子労働史論
第3巻 戦間・戦後期の労働市場と女性労働
第4巻 女性の賃金問題とジェンダー
第5巻 社会政策とジェンダー
第6巻 家事労働（アンペイド・ワーク）論
第7巻 現代フェミニズムと労働論

## 共編著
- 『女のしごと・女の職場』西口俊子共著　1962年　三一新書
- 『現代の婦人問題』編著　1972年　創元新書
- 『女子労働論 「機会の平等」から「結果の平等」へ』編　1983年　有斐閣選書
- 『新・女子労働論』編　1991年　有斐閣選書
- 『グローバル時代の労働と生活 そのトータリティをもとめて』編著　ミネルヴァ書房　1993年
- 『労働力の女性化 21世紀へのパラダイム』久場嬉子共編　1994年　有斐閣選書
- 『共生・衡平・自律 21世紀の女の労働と社会システム ゼミナール』関西女の労働問題研究会編 大脇雅子、丸本百合子共著　ドメス出版　1998年
- 『労働とジェンダー』編　明石書店　2001　叢書現代の経済・社会とジェンダー
- 『歳月は流水の如く』姜在彦共著　青丘文化社　2003年
- 『竹中恵美子が語る労働とジェンダー』関西女の労働問題研究会竹中恵美子ゼミ編集委員会編　ドメス出版　2004年
- 『竹中恵美子の女性労働研究50年 理論と運動の交流はどう紡がれたか』関西女の労働問題研究会共著　ドメス出版　2009年